# Дюпиле, Доминик
Доминик Дюпиле — французский политик, бывший президент Генерального совета департамента Па-де-Кале, почетный депутат Национального собрания Франции.
Родился 12 октября 1944 г. в Вандини-Амаж (департамент Нор). Начал свою политическую карьеру в молодёжных движениях, в частности, в Африке и Ливане.
В 1979 года избирается членом (советником) Генерального совета департамента Па-де-Кале от кантона Булонь-сюр-Мер-Нор-Уэст, и с тех пор многократно переизбирался в совет. С 2004 года занимал пост президента Генерального совета. В июне 2014 года ушёл в отставку с поста президента Совета, в выборах 2015 не участвовал.
Доминик Дюпиле был президентом природного парка Булонне, в настоящее время возглавляет совет созданного в 2000 году природного парка Caps et Marais d'Opale ("Опаловый берег").

## Занимаемые выборные должности
1977 — 2004 — член генерального совета департамента Па-де-Кале от кантона Булонь-сюр-Мер-Нор-Уэст 

02.03.1977 — 18.06.2002 — депутат Национального собрания от 6-го избирательного округа департамента Па-де-Кале

29.03.2004  — 22.06.2014 — президент генерального совета департамента Па-де-Кале